# NGC 3348
NGC 3348 este o galaxie eliptică situată în constelația Ursa Mare. A fost descoperită în 3 aprilie 1785 de către William Herschel. Se află la o distanță de 39,8 de megaparseci de Pământ.